# Weißkunig

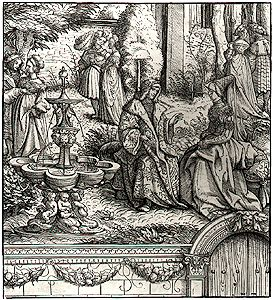
Aus dem Weißkunig Kaiser Maximilians I.: Wie der junge weiße König die burgundische Sprache lernt. Maximilian und Marie von Burgund lehren nach ihrer Eheschließung einander die jeweils andere Sprache. Illustration von Hans Burgkmair d. Ä.

Der Weißkunig gehört neben dem Theuerdank zu den beiden autobiografischen Veröffentlichungen Kaiser Maximilians I.; im Gegensatz zum  Theuerdank blieb das Werk unvollendet. Als Verfasser fungierte Maximilians Sekretär Marx Treitzsaurwein.

## Inhalt
Das Werk hat drei Teile, die in einer Mischung aus Heldenroman, Chronik und Fürstenspiegel bestehen. Geschildert werden im  ersten Teil die Brautwerbung und Kaiserkrönung Kaiser Friedrichs III., Maximilians Vater. Sodann berichtet die Erzählung von der Geburt, der Kindheit und der Jugend Maximilians und schildert dessen Erziehung und Ausbildung in adeligen Tätigkeiten und den freien und angewandten Künsten. In einem dritten Teil wird von dessen Herrschaft und Kriegstaten berichtet; das Werk bricht ab mit der Schlacht von Vicenza im Jahre 1513.
Wie im Theuerdank, der den Weißkunig um die abenteuerliche Brautfahrt des jungen Maximilian ergänzt, sind die Namen in der Erzählung verschlüsselt. Der Weißkunig spielt auf die Heraldik an, Friedrich III. und Maximilian sind der „alte“ und der „junge weiße König“.
Das Werk hatte 251 Holzschnitte, die je zur Hälfte von Hans Burgkmair d. Ä. und Leonhard Beck, die auch den Theuerdank illustrierten, geschaffen wurden; je zwei Holzschnitte werden Hans Schäufelin (ebenfalls im Theuerdank vertreten) und Hans Springinklee zugeschrieben. Die Erzählung ist auf die Bilder zugeschnitten; gegen Ende reduziert sie sich auf Bildtitel.

## Rezeption
Das Werk wurde nicht veröffentlicht und im 16. Jahrhundert vergessen. Die durch Treitzsaurwein bearbeitete und zum Teil neu gearbeitete handschriftliche Fassung gelangte in seinem Nachlass durch seine Tochter an die Familie Strein von Schwarzenau; eine von Richard Strein und später von Georg Christoph von Schallenberg geplante Herausgabe kam nicht zustande. Zweihundert Jahre lang blieben auch die Stöcke der Holzschnitte verschwunden; sie wurden im 18. Jahrhundert wiederentdeckt, so dass Maximilians Weißkunig in seiner unvollendeten Form 1775 in Wien zum ersten Mal erscheinen konnte. Die in der Österreichischen Nationalbibliothek in Wien aufbewahrten handschriftlichen Fassungen sind als Codd. (Kodizes) 3032 und 3034 Grundlage auch der modernen Editionen.

## Ausgaben
- Treitzsaurwein: Der Weißkunig. Eine Erzählung von den Thaten Kaiser Maximilians des Ersten. Edition Leipzig 2006 ISBN 3-361-00601-5